# Championnat du monde C masculin de handball 1982
Navigation
Mondial C 1980 Mondial C 1984
Le Championnat du monde C masculin de handball  a eu lieu du 7 au 14 février 1982 en Belgique. C'est la 4e édition de cette épreuve.
Véritable division 3 du handball mondial, les meilleures équipes du Championnat du monde C obtiennent leur promotion pour le Championnat du monde B tandis que les moins bonnes restent dans cette division.
Dix équipes nationales ont participé à la compétition qui a été remportée par la Bulgarie, vainqueur en finale du pays hôte, la Belgique, sur le score de 19 à 17. Ces deux équipes sont promues pour le Mondial B 1983. Le podium est complété par la Norvège, vainqueur de l'Autriche.

## Lieux de compétitions
La compétition s'est déroulée dans 19 communes au sein des trois régions et communautés belges. La compétition s'est ouverte à Hoboken, section de la ville d'Anvers tandis que la finale a eu lieu au Palais des sports de Liège :
| \| Lebbeke Genk Bressoux Wilrijk Louvain Montegnée Termonde Anvers Houthalen Hasselt Eupen Charleroi Gand Hoboken Etterbeek Overpelt Herstal Neerpelt Coronmeuse \| Localisation des lieux du championnat |
| Lebbeke Genk Bressoux Wilrijk Louvain Montegnée Termonde Anvers Houthalen Hasselt Eupen Charleroi Gand Hoboken Etterbeek Overpelt Herstal Neerpelt Coronmeuse                                             |

| Lebbeke Genk Bressoux Wilrijk Louvain Montegnée Termonde Anvers Houthalen Hasselt Eupen Charleroi Gand Hoboken Etterbeek Overpelt Herstal Neerpelt Coronmeuse |

## Équipes
| Club            | Dernier Classement |
| --------------- | ------------------ |
| Bulgarie        | 10e Mondial B 1981 |
| Autriche        | 11e Mondial B 1981 |
| Norvège         | 12e Mondial B 1981 |
| Portugal        | 5e Mondial C 1980  |
| Îles Féroé      | 6e Mondial C 1980  |
| Belgique        | 7e Mondial C 1980  |
| Luxembourg      | 8e Mondial C 1980  |
| Italie          | 9e Mondial C 1980  |
| Grande-Bretagne | 10e Mondial C 1980 |
| Finlande        | NC                 |

## Tour préliminaire
- Qualifié pour les demi-finales.
- Qualifié pour les matchs de classement.

### Groupe A
|   | Équipe          | Pts | J | G | N | P | Bp  | Bc  | Diff |
| - | --------------- | --- | - | - | - | - | --- | --- | ---- |
| 1 | Bulgarie        | 8   | 4 | 4 | 0 | 0 | 97  | 66  | 31   |
| 2 | Norvège         | 6   | 4 | 3 | 0 | 1 | 104 | 70  | 34   |
| 3 | Italie          | 4   | 4 | 2 | 0 | 2 | 95  | 87  | 8    |
| 4 | Îles Féroé      | 2   | 4 | 1 | 0 | 3 | 88  | 90  | -2   |
| 5 | Grande-Bretagne | 0   | 4 | 0 | 0 | 4 | 49  | 120 | -71  |

| Date            | Lieu      | Heure | Équipe 1   | Score   | Équipe 2        |
| --------------- | --------- | ----- | ---------- | ------- | --------------- |
| 7 février 1982  | Lebbeke   | 20h00 | Îles Féroé | 27 – 10 | Grande-Bretagne |
| 7 février 1982  | Genk      | 18h00 | Bulgarie   | 23 – 18 | Italie          |
| 8 février 1982  | Bressoux  | 20h00 | Italie     | 27 – 15 | Grande-Bretagne |
| 8 février 1982  | Wilrijk   | 20h00 | Norvège    | 23 – 17 | Îles Féroé      |
| 9 février 1982  | Montegnée | 20h00 | Norvège    | 20 – 19 | Italie          |
| 9 février 1982  | Termonde  | 20h00 | Bulgarie   | 25 - 13 | Grande-Bretagne |
| 10 février 1982 | Anvers    | 20h00 | Bulgarie   | 26 - 16 | Îles Féroé      |
| 10 février 1982 | Louvain   | 20h00 | Norvège    | 42 – 11 | Grande-Bretagne |
| 11 février 1982 | Houthalen | 20h00 | Îles Féroé | 29 - 31 | Italie          |
| 11 février 1982 | Hasselt   | 20h00 | Bulgarie   | 23 - 19 | Norvège         |

### Groupe B
|   | Équipe     | Pts | J | G | N | P | Bp | Bc | Diff |
| - | ---------- | --- | - | - | - | - | -- | -- | ---- |
| 1 | Belgique   | 8   | 4 | 4 | 0 | 0 | 81 | 65 | 16   |
| 2 | Autriche   | 4   | 4 | 2 | 0 | 2 | 77 | 73 | 4    |
| 3 | Portugal   | 4   | 4 | 2 | 0 | 2 | 89 | 83 | 6    |
| 4 | Luxembourg | 3   | 4 | 1 | 1 | 2 | 83 | 89 | -6   |
| 5 | Finlande   | 1   | 4 | 0 | 1 | 3 | 72 | 92 | -20  |

| Date            | Lieu      | Heure | Équipe 1   | Score   | Équipe 2   |
| --------------- | --------- | ----- | ---------- | ------- | ---------- |
| 7 février 1982  | Hoboken   | 16h00 | Belgique   | 22 – 12 | Finlande   |
| 7 février 1982  | Anvers    | 18h00 | Luxembourg | 21 – 19 | Autriche   |
| 8 février 1982  | Meulebeke | 20h00 | Luxembourg | 22 - 22 | Finlande   |
| 8 février 1982  | Eupen     | 20h00 | Portugal   | 20 - 21 | Belgique   |
| 9 février 1982  | Charleroi | 20h00 | Portugal   | 26 – 21 | Luxembourg |
| 9 février 1982  | Gand      | 20h00 | Autriche   | 24 - 17 | Finlande   |
| 10 février 1982 | Etterbeek | 20h00 | Autriche   | 14 - 16 | Belgique   |
| 10 février 1982 | Overpelt  | 20h00 | Portugal   | 24 – 21 | Finlande   |
| 11 février 1982 | Lebbeke   | 20h00 | Belgique   | 22 – 19 | Luxembourg |
| 11 février 1982 | Herstal   | 20h00 | Autriche   | 20 - 19 | Portugal   |

## Phase finale
|  | Demi-finales           | Demi-finales    |                        |    | Finale                 | Finale                 |
|  | Demi-finales           | Demi-finales    |                        |    | Finale                 | Finale                 |
|  |                        |                 |                        |    |                        |                        |
|  | 13 février 1982        | 13 février 1982 |                        |    | 14 février 1982, 16h30 | 14 février 1982, 16h30 |
|  | 13 février 1982        | 13 février 1982 |                        |    | 14 février 1982, 16h30 | 14 février 1982, 16h30 |
|  | Belgique               | 22              |                        |    | 14 février 1982, 16h30 | 14 février 1982, 16h30 |
|  | Belgique               | 22              |                        |    | 14 février 1982, 16h30 | 14 février 1982, 16h30 |
|  | Norvège                | 17              |                        |    | 14 février 1982, 16h30 | 14 février 1982, 16h30 |
|  | Norvège                | 17              | Belgique               | 17 |                        |                        |
|  | 13 février 1982        |                 | Belgique               | 17 |                        |                        |
|  |                        | Bulgarie        | 19                     |    |                        |                        |
|  | Bulgarie               | Bulgarie        | 19                     | 32 |                        |                        |
|  | Bulgarie               |                 |                        | 32 |                        |                        |
|  | Autriche               | 19              |                        |    |                        |                        |
|  | Autriche               | 19              | Match pour la 3e place |    |                        |                        |
|  |                        |                 |                        |    |                        |                        |
|  | 14 février 1982, 14h30 |                 |                        |    |                        |                        |
|  |                        |                 |                        |    |                        |                        |
|  | Norvège                | 29              |                        |    |                        |                        |
|  | Norvège                | 29              |                        |    |                        |                        |
|  | Autriche               | 15              |                        |    |                        |                        |
|  | Autriche               | 15              |                        |    |                        |                        |

### Demi-finales
| 13 février 1982 | Bulgarie | 32 - 19 | Autriche | Dommelhof, Neerpelt |

| 13 février 1982 | Belgique | 22 - 17 | Norvège | Dommelhof, Neerpelt |

### Match pour la3eplace
| 14 février 1982 14h30 | Norvège | 29 - 15 | Autriche | Palais des sports, Liège |

### Finale
| 14 février 1982 16h30 | Bulgarie | 19 - 17 | Belgique | Palais des sports, Liège |

### Places de 5 à 9
| Match                  | Date            | Lieu      | Équipe 1   | Score   | Équipe 2        |
| ---------------------- | --------------- | --------- | ---------- | ------- | --------------- |
| Match pour la 5e place | 13 juillet 1982 | Houthalen | Italie     | 30 – 23 | Portugal        |
| Match pour la 7e place | 13 juillet 1982 | Anvers    | Îles Féroé | 27 – 23 | Luxembourg      |
| Match pour la 9e place | 13 juillet 1982 | Termonde  | Finlande   | 38 – 9  | Grande-Bretagne |

## Classement final

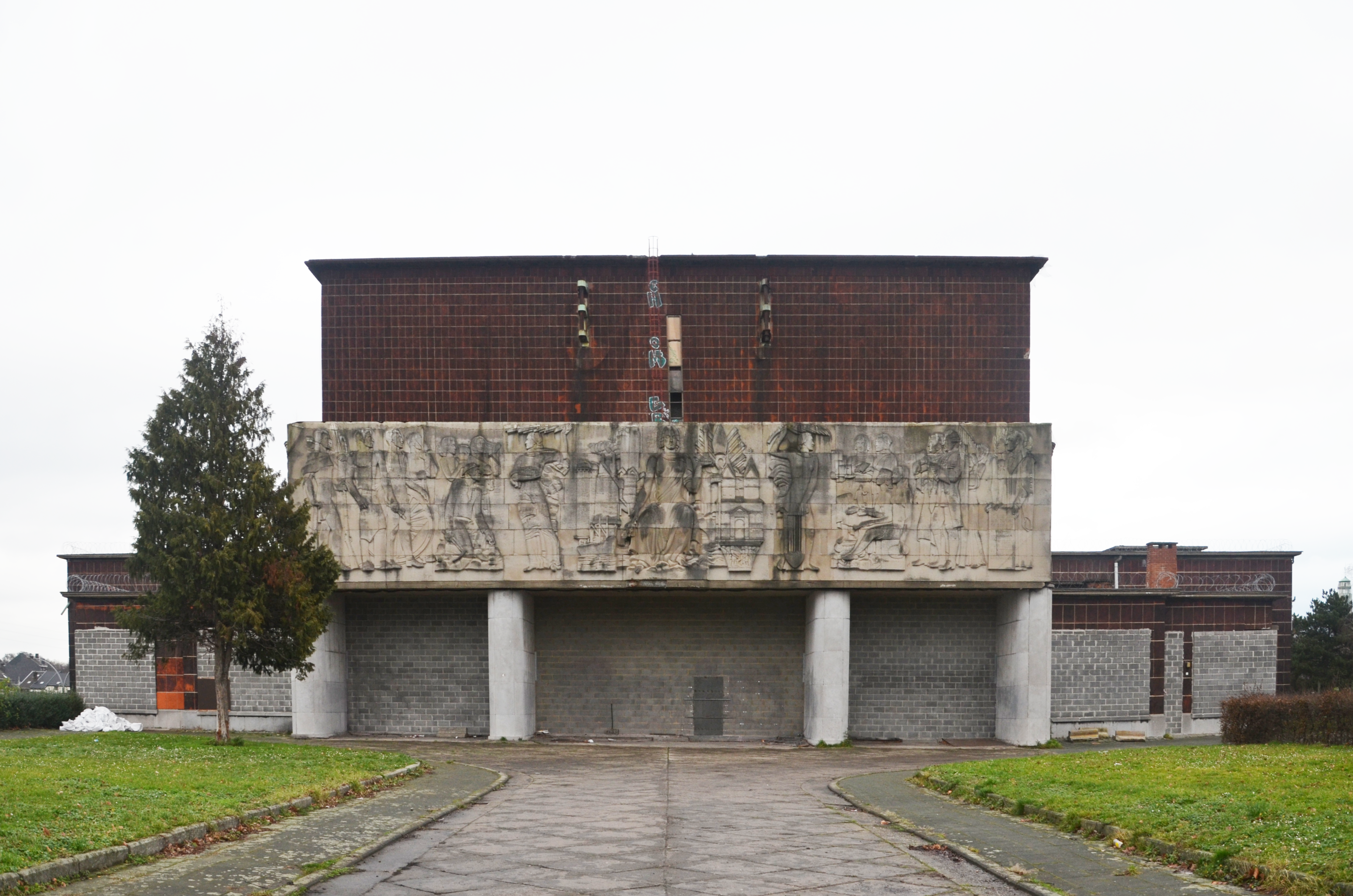
Ancien Palais des sports de Liège, lieu de la finale.

| Rang | Équipe          |
| ---- | --------------- |
| 1er  | Bulgarie        |
| 2e   | Belgique        |
| 3e   | Norvège         |
| 4e   | Autriche        |
| 5e   | Italie          |
| 6e   | Portugal        |
| 7e   | Îles Féroé      |
| 8e   | Luxembourg      |
| 9e   | Finlande        |
| 10e  | Grande-Bretagne |

|               | Champion du mondial C et promu pour le Mondial B 1983 |
|               | Promu pour le Mondial B 1983                          |
| en diminution | Relégué du Mondial B 1981                             |